# Tang Ming-Hong
Tang Ming-Hong, né le 23 juillet 1993 à Hong Kong,  est un joueur professionnel de squash représentant Hong Kong.  Il atteint en janvier 2024 la 79e place mondiale sur le circuit international, son meilleur classement. 

## Palmarès

### Finales
- Championnats d'Asie par équipes : 2016